# Viala-du-Pas-de-Jaux
 Viala-du-Pas-de-Jaux  (en occitano Lo Vialar) es una población y comuna francesa, situada en la región de Mediodía-Pirineos, departamento de Aveyron, en el distrito de Millau y cantón de Cornus.

## Demografía
| 97 | 100 | 80 | 87 | 85 | 74 |
| Para los censos de 1962 a 1999 la población legal corresponde a la población sin duplicidades (Fuente: INSEE [Consultar]) |     |    |    |    |    |